# Пірсит
Пірсит (рос. пирсит; англ. pearceite; нім. Pearceit m) — мінерал, арсенова сульфосіль срібла та міді.
За прізвищем американського хіміка Р. Пірса (R. Pearce), S.L. Penfield, 1896.
Синонім — пірсеїт.

## Загальний опис
Хімічна формула: (Ag, Cu)16As2S11.
Склад у %: Ag — 72,49; Cu — 4,29; As — 6,92; S — 16,30. As частково заміщається Sb.
Сингонія моноклінна. Вид призматичний.
Утворює короткі таблитчасті шестикутні призми з притупленими ребрами.
Густина 6,15.
Твердість 3,0—3,5.
Колір і риса чорні.
Блиск металічний. Непрозорий.
Злам раковистий. Крихкий.
У тонких уламках просвічує.
Зустрічається разом з самородним сріблом, сульфосолями свинцю та ін. Рідкісний.
Знайдений у США, Аспен (штат Колорадо), Філіпсбург (штат Монтана).